# Stanisław Franciszek Zajączkowski
Stanisław Franciszek Zajączkowski (ur. 29 stycznia 1890 we Lwowie, zm. 10 października 1977 w Łodzi) – polski historyk, profesor zwyczajny.

## Życiorys
Był synem Stanisława. 27 maja 1908 ukończył I Gimnazjum Państwowe w Rzeszowie. W latach 1908–1913 studiował historię na Uniwersytecie Lwowskim. W 1921 uzyskał stopień doktora filozofii za prace Studio, nad dziejami Żmudzi w wieku XIII i XIV W latach 1927–1928 stypendysta Ecole Practique des Hautes Etudes i Ecole de Chartres. W 1930 habilitował się na podstawie rozprawy Polska a Zakon Krzyżacki w ostatnich latach Władysława Łokietka.  Od 1932 r. prof. nadzwyczajny, od 1937 r. prof. zwyczajny. Od 1932 r. kierownik Katedry Historii Średniowiecznej Powszechnej i Nauk Pomocniczych Historii na USB. W latach II wojny światowej czynny w tajnym nauczaniu. Od 1945 r. związany z UŁ, kierownik Katedry Historii średniowiecznej (do przejścia na emeryturę w 1960 r.). W latach 1946–1948 dziekan Wydziału Humanistycznego, dwukrotnie dziekan Wydz. Filozoficzno-Historycznego (1956-1958, 1958-1960). Ojciec Stanisława Mariana Zajączkowskiego, także znanego historyka i mediewisty. Jego uczniami byli: Stefan Krakowski i Kazimierz Jasiński.

## Wybrane publikacje
- Polska a Zakon Krzyżacki, Lwów 1929.
- Dzieje Litwy pogańskiej do 1386 r., Lwów: Zakład Narodowy im. Ossolińskich 1930.
- Historjografia polska wieków średnich : skrypt w/g wykładów St. Zajączkowskiego, Wilno: Agenda Wyd. Koła Historyków St. Uniwersytetu Stefana Batorego 1934.
- Przegląd badań nad dziejami Litwy do 1385 r., Lwów: Polskie Towarzystwo Historyczne 1935.